# يلا نيويورك
يلاّ نيويورك، (بالإنجليزية: Yalla NY)‏ هو برنامج تلفزيون الواقع أمريكي بُث أسبوعيا في أل بي سي وأل دي سي وإم بي سي 4 وأو أس أن ياهلا! في 2014 ويتابع الحياة اليومية لخمسة شبان وشابات في نيويورك وهم المغني الفلسطيني زاهر صالح الذي شارك في ستار أكاديمي 5 ومصممة الأزياء الفلسطينية ميرفت غندور الفائزة بميشن فاشن في 2008 والمخرج اللبناني أندرو مقدسي وعارض الأزياء المصري آدم جزار ومديرة تسويق الأعمال لدى منظمة ترامب مارينا.
انطلق بث البرنامج في 20 مارس 2014 في أل بي سي وأو أس أن ياهلا! وبُث كل أسبوع. وبث لأول مرة في لبنان في أل بي سي وأل دي سي في 10 مايو 2014. وضم 13 حلقة وتمتد كل حلقة لـ35 دقيقة.

## عن البرنامج
يتابع البرنامج تفاصيل الحياة اليومية لخمسة شباب عرب في الولايات المتحدة والعلاقات بينهم.

## المشتركون
يضم البرنامج خمسة مشتركين هم:
- زاهر صالح، مغني فلسطيني شارك في ستار أكاديمي 5
- ميرفت غندور، مصممة أزياء فلسطينية فازت بميشن فاشن في 2008. أقامت في الأردن[بحاجة لمصدر] ودبي ولبنان والدنمارك ثم هاجرت إلى الولايات المتحدة
- أندرو مقدسي، مخرج لبناني مقيم في الولايات المتحدة. وهاجر إلى أمريكا صحبة والديه وإخوتيه
- آدم جزار، عارض أزياء مصري مقيم في الولايات المتحدة
- مارينا، مديرة تسويق الأعمال لدى منظمة ترامب. أبوها عراقي وأمها مغربية، وولدت في الولايات المتحدة

## النقد
عاب البعض على البرنامج اختياره لشخصيات متأقلمة أصلا في مدينة نيويورك ولا يشكل تغير الأماكن تحديا لها.

## وصلات خارجية
- الموقع الرسمي
- يلا نيويورك في تمبلر